# Мар'янівка (Макарівська громада, Колонщинський старостинський округ)
Мар'я́нівка — село Колонщинського старостинського округу Макарівської селищної громади Бучанського району Київської області, розташоване за 3 км від с. Колонщина. Площа населеного пункту — 99,4 га, кількість дворів — 70. Населення станом на 01.01.07 р. — 33 особи.

## Історія
Хутір Раковин (Раковка, Раковина, Рак) на невеликій річці Ракинь уперше позначений на карті Шуберта 1868 року. У середині XIX століття він належав до Гавронського помістя князів Трубецьких.
У 1900 році Раковин вже називається Мар'янівкою. В ньому 27 дворів, 315 мешканців. В хуторі 300 десятин землі, яка належить селянам.
У 1918 році було створено Мар'янівську сільську раду, до якої належали колонія Мар'янівка і хутір Мишкова Руда. До 1922 року на Мишковій Руді розміщувалася головна база українських повстанців під проводом Мироненка Гавронського (Яблочка).
Під час колективізації створено колгосп «Радянська нива» (центр — Мишкова Руда), в 1934 році від нього від'єдналася частина господарств Мар'янівки й Олексіївки, утворивши колгосп «Друга П'ятирічка», який досяг значних успіхів у господарюванні. Колгоспи після війни були об'єднані.
В колгоспі під час Голодомору 1932-33 років було організовано «громадське харчування» — різали й варили в котлах коней, худобу і годували всіх, хто звертався, у першу чергу дітей. У Мар'янівці тоді, за спогадами старожилів, було багато опухлих людей, весною доводилося їсти й гнилу картоплю, але померло лише десять місцевих мешканців.
Натомість кілька десятків осіб стали жертвами Сталінських репресій.
На фронтах Німецько-радянської війни загинуло 26 мешканців села. 9 травня 1966 року в Мар'янівці було відкрито пам'ятник на честь загиблих мешканців і 12 воїнів радянської армії, які полягли при визволенні села в 1943 році.
У 1935 році в Мар'янівці народився Дмитро Микитович Радзієвський — підполковник, журналіст, поет.